# Ошанін Лев Іванович
Ошашін Лев Іванович — російський поет. Лауреат Державної премії СРСР (1950).
Народився 30 травня 1912 р. у місті Рибінську Ярославської області (Росія). Помер 31 грудня 1996 р. в Москві.
Друкувався з 1930 р. Автор збірок поезій, багатьох пісень («Течет Волга», «Пусть всегда будет солнце», «Эх дороги…» та ін.), зокрема пісні до українського фільму «Закон Антарктиди» (1962). Багато співпрацював із композитором Аркадієм Островським.